# Bridgitte Hartley
Bridgitte Hartley (ur. 14 lipca 1983 w Sandton) – południowoafrykańska kajakarka, brązowa medalistka Igrzysk Olimpijskich w 2012 roku, trzykrotna brązowa medalistka mistrzostw świata.
W czasie Igrzysk Olimpijskich w Pekinie w 2008 roku Hertley wystartowała wraz z Michele Eray w wyścigu dwójek na dystansie 500 metrów, gdzie jednak odpadła w półfinale.
Rok później zdobyła brązowy medal w wyścigu na 1000 metrów w konkurencji K-1 podczas rozgrywanych w kanadyjskim Darmouth Mistrzostw Świata. Tym samym została pierwszą osobą z Afryki, która zdobyła medal na kajakowych mistrzostwach świata.
Swój wyczyn powtórzyła, choć na o połowę krótszym dystansie, w trakcie kolejnych igrzysk olimpijskich, w Londynie w 2012 roku – z czasem 1:52,923 zajęła trzecie miejsce na 500 metrów, przypływając za Danutą Kozák i Inną Osypenko-Radomską.
Przygodę ze sportem rozpoczęła w wieku szkolnym. Początkowo trenowała surfing. Pod koniec 2002 roku zdecydowała się na kajakarstwo. Trzy lata później zadebiutowała na mistrzostwach świata. W 2009 roku zdobyła swój pierwszy Puchar Świata w K-1 500 m. Z powodu ospy wietrznej opuściła dwa Puchary Świata w 2013 roku.
Jest medalistką igrzysk afrykańskich rozgrywanych w Rabacie, w konkurencjach K-2 500 m i K-4 500 m zdobyła złoty medal, natomiast w konkurencji K-2 200 m została brązową medalistką.

## Osiągnięcia
| Rok  | Zawody                                       | Miejsce           | Konkurencja | Pozycja     | Czas       |
| ---- | -------------------------------------------- | ----------------- | ----------- | ----------- | ---------- |
| 2006 | Mistrzostwa świata w maratonie kajakowym     | Trémolat          | K-1 29,0 km | 11. miejsce | 2:18:08,00 |
| 2007 | Mistrzostwa świata w maratonie kajakowym     | Győr              | K-1 27,6 km | DNF         | DNF        |
| 2007 | Mistrzostwa świata w maratonie kajakowym     | Győr              | K-2 27,6 km | 8. miejsce  | 1:51:23,44 |
| 2007 | Mistrzostwa świata                           | Duisburg          | K-1 1000 m  | 4. miejsce  | 4:14,737   |
| 2008 | Mistrzostwa świata w maratonie kajakowym     | Týn nad Vltavou   | K-1 25,8 km | 10. miejsce | 2:06:39,45 |
| 2009 | Mistrzostwa świata w maratonie kajakowym     | Vila Nova de Gaia | K-1 26,8 km | 9. miejsce  | 2:01:39,67 |
| 2009 | Mistrzostwa świata w maratonie kajakowym     | Vila Nova de Gaia | K-2 26,8 km | DNF         | DNF        |
| 2009 | Mistrzostwa świata                           | Dartmouth         | K-1 1000 m  | 3. miejsce  | 4:00,966   |
| 2010 | Mistrzostwa świata w maratonie kajakowym     | Banyoles          | K-1 25,6 km | 5. miejsce  | 2:08:25,67 |
| 2010 | Mistrzostwa świata w maratonie kajakowym     | Banyoles          | K-2 25,6 km | 4. miejsce  | 1:59:13,23 |
| 2012 | Igrzyska olimpijskie                         | Londyn            | K-1 500 m   | 3. miejsce  | 1:52,92    |
| 2013 | Mistrzostwa świata w maratonie kajakowym     | Kopenhaga         | K-2 25,8 km | DNF         | DNF        |
| 2013 | Mistrzostwa świata                           | Duisburg          | K-1 500 m   | 8. miejsce  | 2:02,63    |
| 2014 | Mistrzostwa świata w maratonie kajakowym     | Oklahoma City     | K-1 26,3 km | 10. miejsce | 2:11:53,78 |
| 2014 | Mistrzostwa świata                           | Moskwa            | K-1 500 m   | 3. miejsce  | 1:50,50    |
| 2015 | Mistrzostwa świata w maratonie kajakowym     | Győr              | K-1 26,1 km | 12. miejsce | 2:08:09,70 |
| 2015 | Mistrzostwa świata                           | Mediolan          | K-1 5000 m  | DNS         | DNS        |
| 2017 | Mistrzostwa świata w kajakarstwie na oceanie | Hongkong          | K-1 22 km   | 4. miejsce  | 1:56:35    |
| 2017 | Mistrzostwa świata w maratonie kajakowym     | Pietermaritzburg  | K-1 26,2 km | 12. miejsce | 2:10:31,26 |
| 2018 | Mistrzostwa świata                           | Montemor-o-Velho  | K-1 1000 m  | 3. miejsce  | 4:04,017   |
| 2018 | Mistrzostwa świata                           | Montemor-o-Velho  | K-1 5000 m  | 7. miejsce  | 24:42,207  |